# Тітізе-Нойштадт
Тітізе-Нойштадт (нім. Titisee-Neustadt) — місто в Німеччині, знаходиться в землі Баден-Вюртемберг. Підпорядковується адміністративному округу Фрайбург. Входить до складу району Брайсгау-Верхній Шварцвальд.
Площа — 89,66 км2. Населення становить 12 216 ос. (станом на 31 грудня 2020).